# Robin Hack
Robin Hack est un footballeur allemand, né le 27 août 1998 à Pforzheim (Allemagne), évoluant au poste d'ailier gauche au Borussia Mönchengladbach.

## Biographie

### En club
Robin Hack débute dans les sections jeunes du  FC Calmbach puis du Karlsruher SC. En 2012 il intègre le centre de formation du TSG 1899 Hoffenheim, en 2015 et 2016 il devient avec les juniors de ce club deux fois vice-champion d'Allemagne. Pour la saison 2017-2018 il intègre l'effectif professionnel de Hoffenheim, mais débute dans la deuxième équipe qui joue en quatrième division.
Il débute en Bundesliga le 1er octobre 2017, contre le SC Fribourg. Lors de cette rencontre, il inscrit son premier but avec les professionnels à la 14e minute mais sort sur blessure à la 42e. Par la suite, le 7 décembre, il débute en Ligue Europa, délivrant à cette occasion une passe décisive contre l'équipe bulgare du Ludogorets Razgrad.
Il fait ses débuts en Ligue des champions le 2 octobre 2018, lors d'un match de la phase de groupe contre le club anglais de Manchester City (défaite 1-2).

### En équipe nationale
Avec les moins de 19 ans, il inscrit un but lors d'un match amical contre la Slovaquie en mars 2017. Par la suite, en juillet, il participe au championnat d'Europe de la catégorie organisé en Géorgie. Lors de cette compétition, il joue trois matchs, contre les Pays-Bas, la Bulgarie et l'Angleterre, avec pour résultats une victoire et deux défaites.
Avec les moins de 20 ans, il est l'auteur de quatre buts, contre la Tchéquie, l'Italie, le Portugal et la Pologne.

## Statistiques
| Saison                | Club                     | Championnat           | Championnat | Championnat | Coupe(s) nationale(s) | Coupe(s) nationale(s) | Compétition(s) continentale(s) | Compétition(s) continentale(s) | Compétition(s) continentale(s) | Barrages | Barrages | Total | Total |
| Saison                | Club                     | Division              | M.          | B.          | M.                    | B.                    | Comp.                          | M.                             | B.                             | M.       | B.       | M.    | B.    |
| 2017-2018             | TSG Hoffenheim           | Bundesliga            | 3           | 1           | 1                     | 0                     | C1+C3                          | 0+1                            | 0                              | -        | -        | 5     | 1     |
| 2018-2019             | TSG Hoffenheim           | Bundesliga            | 0           | 0           | 0                     | 0                     | C1                             | 1                              | 0                              | -        | -        | 1     | 0     |
| Sous-total            | Sous-total               | Sous-total            | 3           | 1           | 1                     | 0                     | -                              | 2                              | 0                              | -        | -        | 6     | 1     |
| 2019-2020             | FC Nuremberg             | 2.Bundesliga          | 31          | 10          | 1                     | 0                     | -                              | -                              | -                              | 2        | 0        | 34    | 10    |
| 2020-2021             | FC Nuremberg             | 2.Bundesliga          | 23          | 4           | 1                     | 0                     | -                              | -                              | -                              | -        | -        | 24    | 4     |
| 2021-2022             | FC Nuremberg             | 2.Bundesliga          | 1           | 0           | -                     | -                     | -                              | -                              | -                              | -        | -        | 1     | 0     |
| Sous-total            | Sous-total               | Sous-total            | 55          | 14          | 2                     | 0                     | -                              | 0                              | 0                              | 2        | 0        | 59    | 14    |
| 2021-2022             | Arminia Bielefeld        | Bundesliga            | 30          | 0           | 1                     | 0                     | -                              | -                              | -                              | -        | -        | 31    | 0     |
| 2022-2023             | Arminia Bielefeld        | 2.Bundesliga          | 33          | 10          | 2                     | 1                     | -                              | -                              | -                              | 2        | 0        | 37    | 11    |
| Sous-total            | Sous-total               | Sous-total            | 63          | 10          | 3                     | 1                     | -                              | 0                              | 0                              | 2        | 0        | 68    | 11    |
| 2023-2024             | Borussia Mönchengladbach | Bundesliga            | 17          | 2           | 3                     | 2                     | -                              | -                              | -                              | -        | -        | 20    | 4     |
| Sous-total            | Sous-total               | Sous-total            | 17          | 2           | 3                     | 2                     | -                              | 0                              | 0                              | 0        | 0        | 20    | 4     |
| Total sur la carrière | Total sur la carrière    | Total sur la carrière | 138         | 27          | 9                     | 3                     | -                              | 2                              | 0                              | 4        | 0        | 153   | 30    |